# Crossford (Fife)
Crossford ist eine Ortschaft in der schottischen Council Area Fife. Sie liegt etwa zwei Kilometer westlich von Dunfermline.

## Geschichte
Der Name der Ortschaft deutet auf die Lage an einer Furt hin. Überlieferungen zufolge geht sie auf die Mönche der Dunfermline Abbey zurück, welche in der Nähe eine Furt auf ihrem Weg zur Culross Abbey nutzten. Das Tower House Pitfirrane Castle war einst der Sitz der Familie Halkett. Heute dient es als Clubhaus des Golfclubs, welcher dort einen Golfplatz betreibt. Mit Logie House befindet sich östlich von Crossford ein weiteres Tower House. In der Vergangenheit war Crossford Standort von Webereien.
Im Jahre 1961 lebten 788 Personen in Crossford. Bis 1991 stieg die Einwohnerzahl auf 2756 an. Bei Zensuserhebung 2011 wurde 2358 Einwohner in Crossford gezählt.

## Verkehr
Die A994 (Dunfermline–Cairneyhill) bildet die Hauptverkehrsstraße von Crossford. Innerhalb weniger Kilometer sind außerdem die A823 (Dunfermline–Crieff), die A907 (Halbeath–Causewayhead) sowie die A985 (Kincardine–Rosyth) erreichbar. In Dunfermline besteht Anschluss an die M90.